# Alan Dershowitz
Alan Morton Dershowitz (* 1. září 1938 New York) je americký právník, známý svou prací v oblasti ústavního práva Spojených států amerických a amerického trestního práva. V letech 1964–2013 vyučoval na právnické fakultě Harvardovy univerzity, kde byl v roce 1993 jmenován profesorem práva. Dershowitz pravidelně přispívá do médií, je politickým komentátorem a právním analytikem.
Dershowitz je známý tím, že se ujímá kauz vysoce postavených a často nepopulárních klientů. Od roku 2009 vyhrál 13 z 15 případů vražd a pokusů o vraždu, které vedl jako odvolací právník v případech trestního práva. Dershowitz zastupoval takové známé osobnosti, jako jsou Mike Tyson, Patty Hearstová, Leona Helmsleyová, Julian Assange a Jim Bakker. Mezi jeho hlavní právní vítězství patří dvě úspěšná odvolání, která zrušila rozsudky, nejprve v případě Harryho Reemse v roce 1976 a poté v roce 1984 v případě Clause von Bülow, který byl odsouzen za pokus o vraždu své manželky Sunny. V roce 1995 působil Dershowitz jako odvolací poradce v procesu s O. J. Simpsonem, v rámci právního „týmu snů“, spolu s Johnniem Cochranem a F. Lee Baileym. V roce 2018 byl členem týmu obhájců Harveyho Weinsteina a v roce 2020 členem týmu obhájců prezidenta Donalda Trumpa v prvním pokusu o impeachment. Byl členem týmu obhájců Jeffreyho Epsteina a v roce 2006 pomáhal Epsteinovým jménem vyjednat dohodu o zastavení trestního stíhání. Jedna z Epsteinových nezletilých obětí obvinila Dershowitze ze znásilnění v místopřísežném prohlášení a v dokumentárním filmu společnosti Netflix Jeffrey Epstein: Filthy Rich, což vyústilo v žalobu a jeho vlastní protižalobu.
Dershowitz je autorem několika knih o politice a právu, včetně knihy Reversal of Fortune: Inside the von Bülow Case (1985), podle níž byl v roce 1990 natočen film; Chutzpah (1991); Reasonable Doubts: The Criminal Justice System and the O.J. Simpson Case (1996); The Case for Israel (2003) a The Case for Peace (2005). Jeho dvě nejnovější práce jsou The Case Against Impeaching Trump (2018) a Guilt by Accusation: The Challenge of Proving Innocence in the Age of #MeToo (2019). Jako horlivý sionista a zastánce Izraele napsal několik knih o arabsko-izraelském konfliktu.